# Quateiella quatei
Quateiella quatei är en tvåvingeart som först beskrevs av Cook 1956.  Quateiella quatei ingår i släktet Quateiella och familjen dyngmyggor.
Artens utbredningsområde är Kalifornien. Inga underarter finns listade i Catalogue of Life.